# Ariathisa ochropolia
Ariathisa ochropolia är en fjärilsart som beskrevs av Turner 1943. Ariathisa ochropolia ingår i släktet Ariathisa och familjen nattflyn. Inga underarter finns listade i Catalogue of Life.